# Benvenuto da Imola
Benvenuto dei Rambaldi (Imola, v. 1338 – Ferrare, avant 13 août 1388), ou parfois Benvenuto Rambaldi (en latin, Benevenutus de Rambaldis), plus connu sous le nom de Benvenuto da Imola (ou en latin, Benevenutus Imolensis), est un maître grammairien et érudit italien du XIVe siècle.

## Biographie
Fils du notaire Compagno d’Anchibene, il était issu d'une famille bourgeoise affiliée aux gibelins. En 1365, la ville d'Imola le délégua avec quatre autres émissaires auprès du pape Urbain V pour réclamer une charte urbaine. Les sources le gratifient du titre de magister (ce qui désigne alors généralement un maître d'école). Les cinq émissaires se retrouvèrent ainsi en Avignon pour présenter au pontife les requêtes des bourgeois d'Imola. Bertrand et Azzo Alidosi, vicaires pontificaux près Imola, y étaient taxés de « loups, de rapaces et de prédateurs ». Cette ambassade se solda par un échec et Benvenuto, dépourvu de fonction officielle dans sa ville natale, partit pour Bologne où il ouvrit une nouvelle école. Là, il fit la connaissance de Boccace dont il alla écouter les célèbres leçons sur la Divine Comédie de Dante à Florence.
À Bologne, Benvenuto passa dix années au cours desquelles il composa la totalité (ou peu s'en faut) de la première version de son Comentum sur la Divine Comédie. Puis il s'établit à Ferrare, hébergé aristocratiquement par le marquis Nicolas d'Este, de qui il s'était fait connaître en Avignon, et auprès duquel il demeura jusqu'à sa mort. Dans son asile de Ferrare, le magister put à loisir réviser son commentaire sur Dante (dont il produisit une seconde, puis une troisième version), tout en se consacrant entre autres aux Bucoliques et aux Géorgiques de Virgile.

## Œuvres
Cet humaniste précoce a laissé quelques livres, en latin :
- Romuléon, une synthèse de l'histoire de Rome, de la fondation au règne de Constantin le Grand. Le texte des années 1361-1564 en est réécrit par Gómez Albornoz, et traduit en français, par Jean Miélot, Romuléon (1460), et par Sébastien Mamerot en 1464, Romuléon
- Augustalis libellus, une étude sur les empereurs romains, de Jules César à Wenceslas,
- Comentum super Dantis Alighieris Comoediam, commentaires sur Virgile,
- des commentaires sur Lucain, Valéri s Maximus, Sénèque,
- un commentaire de Pétrarque.

### Sur laDivine Comédie
Benvenuto da Imola est, avec notamment Francesco da Buti, puis plus tard Cristoforo Landino, l’un des premiers commentateurs de la Divine Comédie de Dante. Son Comentum super Dantem est l’un des plus importants du XIVe siècle.

## Notices d'autorité
- Ressource relative à la littérature :   - Archives de littérature du Moyen Âge
- Ressource relative à la recherche :   - ALCUIN
- Notices dans des dictionnaires ou encyclopédies généralistes :   - Deutsche Biographie
  - Dizionario biografico degli italiani
  - Enciclopedia italiana
  - Enciclopedia De Agostini
- Notices d'autorité :   - VIAF
  - ISNI
  - BnF (données)
  - IdRef
  - LCCN
  - GND
  - Italie
  - CiNii
  - Espagne
  - Pays-Bas
  - Pologne
  - Israël
  - NUKAT
  - Suède
  - Vatican
  - Australie
  - Norvège
  - Tchéquie
  - WorldCat